# Бочкари (Свердловская область)
Бочкари — деревня в Тугулымском городском округе Свердловской области России.

## Географическое положение
Деревня Бочкари расположена в 19 километрах к юго-востоку от посёлка городского типа Тугулыма (по дорогам в 32 километрах), на берегу реки Пышмы. В окрестностях деревни русло Пышмы распадается на северный и южный рукава, через несколько километров сливаясь вновь в единое русло. Бочкари находятся на правом берегу южного рукава.

## Население
| 2002 | 2010 | 2021 |
| ---- | ---- | ---- |
| 21   | ↘8   | ↗19  |